# Nivernaiskanalen
Nivernaiskanalen är en kanal i mellersta Frankrike, som förbinder Loire med Seines biflod Yonne. Kanalen börjar i Saint-Léger-des-Vignes och slutar i Auxerre.
Nivernaiskanalen byggdes 1784-1842 och är 174 kilometer lång. Den användes tidigare främst för kol- och trätransport. Idag är det en omtyckt farled för fritidsbåtar.